# Pomarea
Pomarea és un gènere d'ocells de la família dels monàrquids (Monarchidae). El gènere està restringit a les illes de la Polinèsia.

## Descripció
Les espècies d'aquest gènere mesuren uns 15–19 cm de llargada i la majoria tenen plomatge sexualment dimòrfic.

## Taxonomia
Segons la Classificació del Congrés Ornitològic Internacional (versió 15.1. 2025) aquest gènere està format per 9 espècies:
- Pomarea dimidiata - monarca de Rarotonga.
- Pomarea nigra - monarca de Tahití.
- Pomarea maupitiensis - monarca de Maupiti.
- Pomarea mendozae - monarca de les Marqueses.
- Pomarea mira - monarca d'Ua Pou.
- Pomarea nukuhivae - monarca de Nuku Hiva.
- Pomarea iphis - monarca d'Ua Huka.
- Pomarea fluxa - monarca d'Eiao.
- Pomarea whitneyi - monarca de Fatu Hiva.

### Espècies extintes
- Monarca de Maupiti (Pomarea maupitiensis).† 1823[4][5]
- Monarca de Nuku Hiva (Pomarea nukuhivae).† 1830.[6][7]
- Monarca d'Eiao (Pomarea fluxa).† 1977[8][9]

### Antigues espècies
Anteriorment, algunes autoritats també consideraven les següents espècies (o subespècies) com a espècies dins del gènere Pomarea:
- Monarca ventre-roig de les Salomó (com a Pomarea erythrosticta).[10]
- Monarca ventre-roig de les Salomó (subespècie ugiensis, com a Pomarea ugiensis).[11]